# Дюррюшехвар-султан
Хайріє Айше Дюррюшшехвар-султан (тур. Hayriye Ayşe Dürrüşşehvar Sultan), також Дюррюшехвар-султан (тур. Dürrüşehvar Sultan) і Дюррішехвар-султан (тур. Dürrişehvar Sultan; 12 березня 1913/24 лютого 1914, Стамбул — 7 лютого 2006, Лондон) — єдина дочка останнього халіфа з династії Османів Абдул-Меджіда II від його третьої дружини Атіє Мехісті Кадин-ефенді; дружина Мір Хамаят Алі Хана та мати двох його синів; принцеса Берара. У шлюбі багато займалася благодійністю та громадською діяльністю, націленою на забезпечення доступності освіти та медицини для простого народу.

## Біографія

### Ранні роки

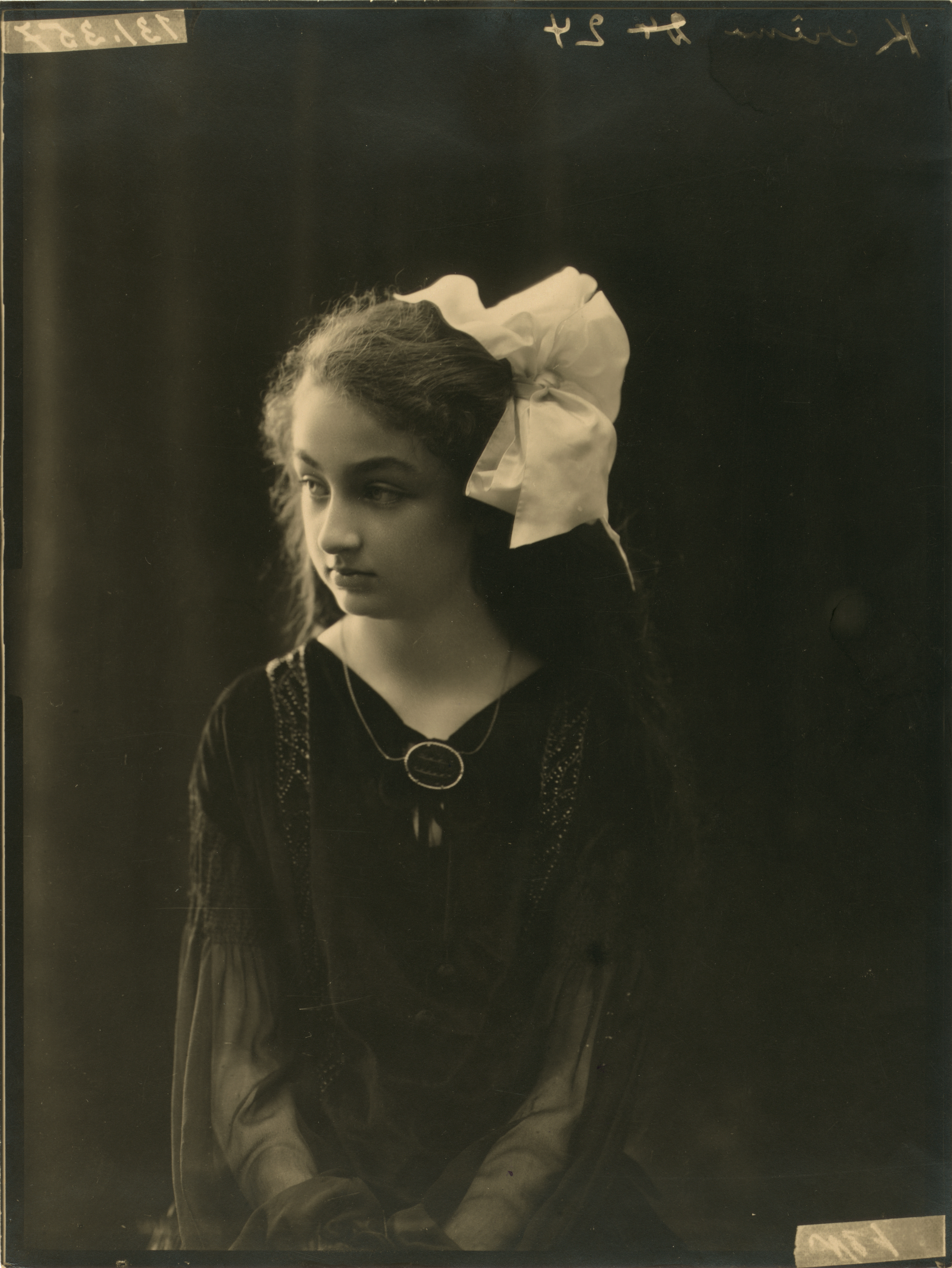
Дюррюшехвар-султан у липні 1923 року

Дюррюшехвар народилася за різними даними 12 березня 1913 року або 24 лютого 1914 року в Стамбулі. Батьком дівчинки був шехзаде Абдулмеджід-ефенді, четвертий син султана Абдул-Азіза та його другої дружини черкешенки Хайраниділь Кадин-ефенді; матір'ю — третя дружина Абдулмеджида-ефенді Атіє Мехісті Кадин-ефенді, дочка абхазького князя Хаджимафа Акалсби та його дружини Сафіє-ханим, що переселилися з Абхазії після Кавказької війни в 1893 році. Дюррюшехвар була єдиною дитиною Атіє Мехісті, проте, крім дочки, у Абдулмеджида був син від першої дружини Шехсувар Кадин-ефенді — шехзаде Омер Фарук-ефенді.
Перші 12 років життя провела в Стамбулі, здобула приватну освіту в палацах Іджадія, Ортакей та Долмабахче. Абдулмеджід, який мав талант до малювання, написав кілька портретів дочки, а також любив фотографувати її. Портрет Дюррюшехвар, виконаний олією, за даними турецького історика Недждета Сакаоглу, зберігається у палаці Долмабахче.

### Вигнання

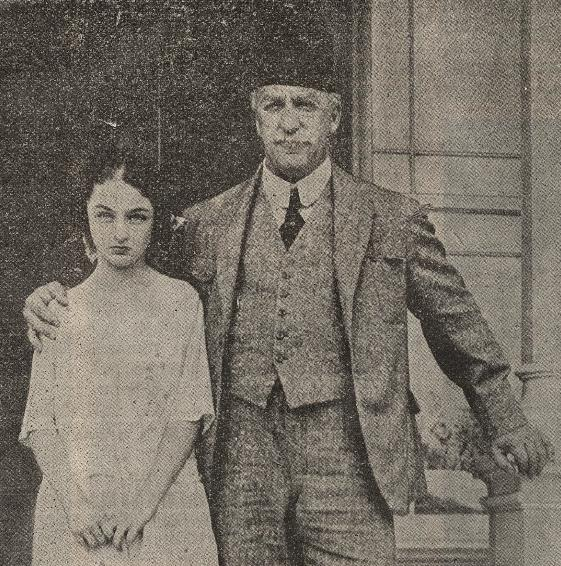
Дюррюшехвар з батьком, щойно обраним халіфом, у 1922 році

До 1922 року політична обстановка країни загострилася до краю. 1 листопада 1922 року Великі національні збори Туреччини в Анкарі ухвалили розділити султанат і халіфат і скасувати перший, щоб покласти край уряду в Стамбулі. 19 (за іншими даними — 18) листопада 1922 Великі національні збори Туреччини обрало батька Дюррюшехвар халіфом, як найбільш гідного цього титулу. Сім'я халіфа перебралася до колишнього султанського палацу Долмабахче.
29 жовтня 1923 року Османська держава припинила своє існування, а на зміну йому прийшла Турецька Республіка, і необхідність у халіфаті відпала. 3 березня 1924 був виданий закон № 431, за яким всі прямі члени Османської династії виганялися з країни, в тому числі і Дюррюшехвар. Того ж вечора Абдулмеджіда з дітьми, дружинами та найближчим оточенням автомобілями було доставлено до поїзда в Чаталджі. Сім'ї колишнього халіфа були надані від уряду 2000 фунтів, швейцарські візи та номери в одному з альпійських готелів.
Витрати сім'ї у Швейцарії були надто великі, і батько Дюррюшехвар відправив вчителя Саліха Керамета домовитися про переїзд до Парижа, проте Саліху вдалося домовитися лише про переїзд до Лондона. У Лондоні нізам Хайдарабада Асаф Джах VII з надією на плідний союз через свого повіреного призначив Абдул-Меджіду ренту в 300 фунтів на місяць. У жовтні 1924 року сім'ї Дюррюшехвар вдалося виїхати до Франції, де вони оселилися в Ніцці. У Франції Дюррюшехвар продовжила свою освіту.

### Шлюб

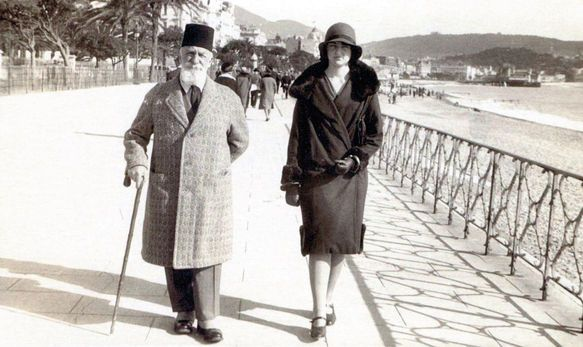
Дюррюшехвар з батьком на Англійській набережній у Ніцці

У Ніцці Дюррюшехвар та її кузині Нилюфер-султан , правнучці Мурада V стали надходити пропозиції про шлюб. Одним із претендентів на руку Дюррюшехвар у 1930 році став шехзаде Мехмет Абід-ефенді, син султана Абдул-Хаміда II від Саліхи Наджіє Ханим-ефенді, але він отримав відмову. Чоловіками Дюррюшехвар та Нілюфер стали сини нізама Хайдарабада та його першої дружини — Азам Джах та Моаззам Джах. Як махр за дочку Абдулмеджід запросив 50 тисяч фунтів, проте нізам порахував суму занадто великою; до згоди вдалося дійти лише тоді, коли цю ж суму колишній халіф запросив за двох наречених. Шлюб дочки дозволив Абдулмеджиду покращити своє фінансове становище і переїхати до Парижа. Коли Дюррюшехвар відбула на батьківщину чоловіка, якийсь час з нею залишалася її мати Атіє Мехісті.

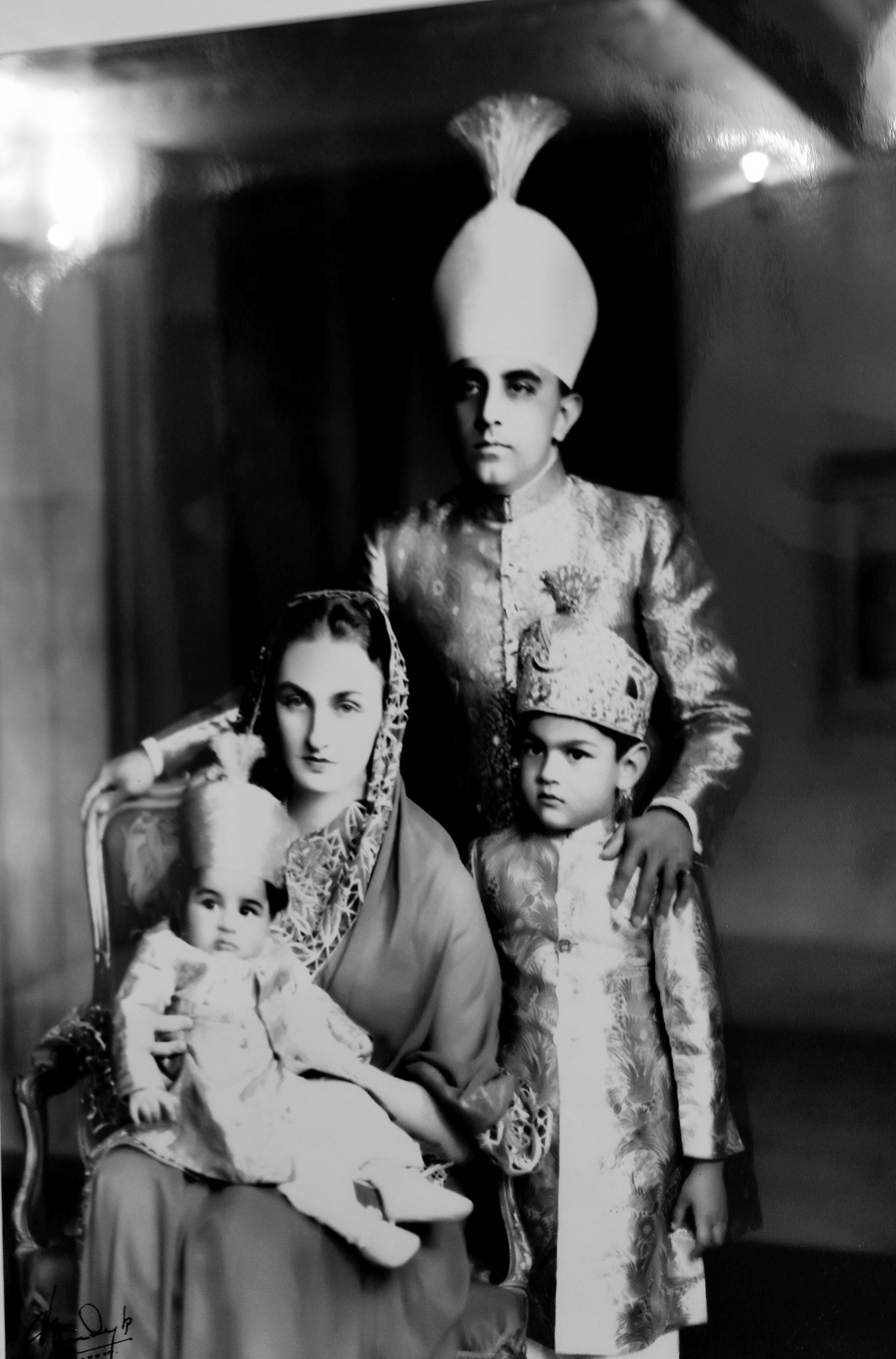
Дюррюшехвар із чоловіком та синами приблизно у 1940 році

За день до подвійного весілля принци прибули до Ніцци з Лондона потягом і зупинилися в люксовому готелі Негреско. 12 листопада 1931 року у віці сімнадцяти років Дюррюшехвар одружилася з Азам Джахом на віллі Карабасель у Ніцці. Релігійний шлюб був укладений Дамадом Мехмедом Шерифом-пашою, чоловіком єдиноутробної сестри Абдулмеджида Еміне-султан. Місцеві газети широко висвітлювали прибуття принців та весільні урочистості. Весілля було дуже скромним: були присутні лише члени сім'ї принцес, їхні близькі друзі та представники нізама. Після релігійної церемонії молодята вирушили до британського консульства, щоб укласти шлюб і підтвердити шлюбний договір, за яким у разі розлучення або смерті чоловіка Дюррюшехвар належало двісті тисяч доларів як компенсацію. В Індію молодята і почет вирушили з Венеції 12 грудня 1931 на океанічному лайнері Pilsna, на якому Махатма Ганді повертався з Конференції за круглим столом. За повідомленнями преси, Дюррюшехвар і Нілюфер на кораблі зустрічалися з Ганді.
Висадившись на берег у Бомбеї, молодята пересіли на приватний поїзд, що належав нізаму і доставив їх до Хайдарабаду. У Хайдарабаді в палаці нізама 4 січня 1932 був влаштований бенкет, після чого Дюррюшехвар з чоловіком оселилася на виділеній ним віллі Белла Віста. У шлюбі Дюррюшехвар здобула титул принцеси Берара. Дюррюшехвар народила двох синів Барката Алі (1933) та Карамата Алі (1939). За наполяганням Дюррюшехвар хлопчики здобули найкращу європейську освіту і одружилися з турчанками. Баркат Алі навчався в Ітоні, де раніше навчався і перший прем'єр-міністр Індії Джавахарлал Неру; через роки Баркат, оголошений спадкоємцем хайдарабадського престолу в обхід батька, на пропозицію свого діда-нізама служив почесним помічником прем'єр-міністра Неру.
Шлюб Дюррюшехвар не був щасливим: Азам Джах мав численних наложниць і, хоча Дюррюшехвар на це очі заплющувала, розбіжності між подружжям призвели до розлучення. Після розлучення Дюррюшехвар якийсь час залишалася в Хайдарабаді, а потім поїхала до Лондона.

### Смерть батька та останні роки

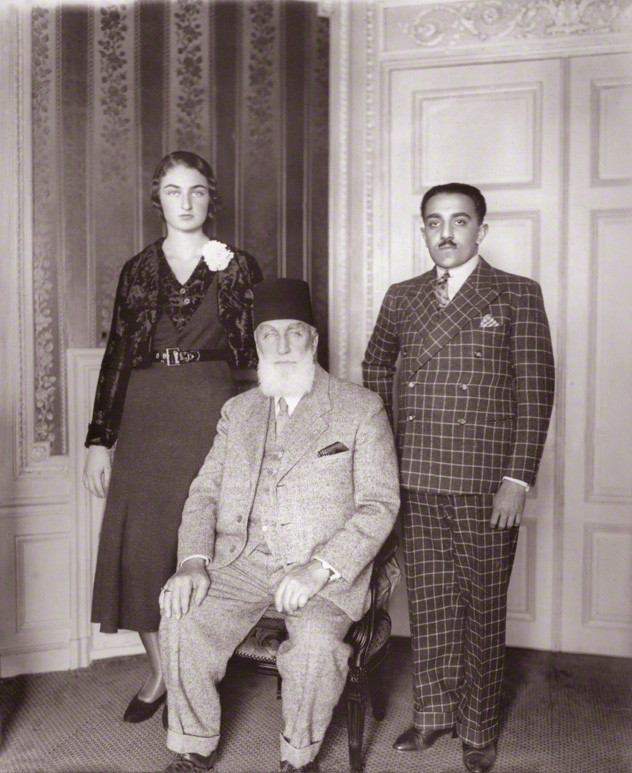
Дюррюшехвар-султан із батьком та чоловіком у 1931 році

Батько Дюррюшехвар помер 23 серпня 1944 року; смерть колишнього халіфа збіглася зі звільненням Парижа від німецької окупації під час Другої світової війни. Абдул-Меджид просив поховати його в Стамбулі з рештою родичів, але Саліху Керамету, якому покійний халіф доручив організувати похорон, не вдалося домовитися з турецькою владою. Дюррюшехвар-султан особисто зустрілася з президентом республіки Ісметом Іненю, однак і їй не вдалося домовитися про перевезення та поховання батька на батьківщині, і тіло Абдул-Меджіда було поховано в паризькій мечеті, проте потім, 30 березня 1954 року, перенесено до Медини.
Після 1952 року Дюррюшехвар жила в Лондоні і Стамбулі, а також кілька разів приїжджала в Хайдарабад (останній візит відбувся в 2004 році). Овдовівши у 1970 році, Дюррюшехвар надовго поїхала до Туреччини, проте потім повернулася до Лондона. Дюррюшехвар померла у Лондоні у 2006 році. Прожила найдовше серед інших султанських онуків, тобто на момент своєї смерті була найстаршою і останньою з 22 покоління шехзаде і султан-ефенді, що послідував за попереднім поколінням падишахів і одного халіфа. Дюррюшехвар була похована на турецькому цвинтарі в Бруквуді поряд зі своєю матір'ю Атіє Мехісті, яка померла в 1964 році від інсульту.

## Громадська діяльність та особистість
Прагнучи забезпечити доступну охорону здоров'я та освіту простих людей Хайдарабада, Дюррюшехвар поринула у суспільне життя. Вона відкрила шпиталь для жінок і дітей, розрахований на 200 пацієнтів, спеціалізується на допомозі вагітним жінкам та дітям Хайдарабаду, який досі носить її ім'я. Молодша школа для дівчаток в Якутпурі, Баг-і-Джаханара, була відкрита і працювала коштом Дюррюшехвар. Вона також відкрила лікарню коледжу Аджмал Хан Тіббія при Алігархському мусульманському університеті. Крім того, Дюррюшехвар заклала фундамент будівлі аеропорту Бегумпет у 1936 році; до цього невелика смуга в Хакімпеті служила аеропортом Хайдарабада.
6 травня 1935 Дюррюшехвар з чоловіком була присутня на святкуваннях 25 річниці сходження на престол британського короля Георга V. 12 травня 1937 року вони також були присутні на коронації короля Георга VI та Єлизавети Боуз-Лайон, де Дюррюшехвар сфотографував відомий британський фотограф Сесіл Бітон. 23 червня 1937 року вона супроводжувала свого чоловіка під час візиту, щоб закласти камінь у фундамент нової мечеті в Кенсінгтоні, і була присутня в Ренелі, коли команда з Бхопалу виграла Відкритий кубок Ренели по поло. Бітон сфотографував Дюррюшехвар у її палаці в Індії у 1944 році, а потім у 1965 році у Франції.
Дуррюшехвар вільно говорила французькою, англійською, турецькою та урду і навіть публікувала статті у французьких журналах. Ставши дружиною хайдарабадського принца, Дюррюшехвар стала ототожнювати себе з простим народом; вона вважала, що жінки повинні заробляти собі на життя, і старанно працювала над тим, щоб позбавитися практики пурди. Нізам називав її своєю найціннішою коштовністю (Nagina) і заохочував активну участь у суспільному житті Хайдарабаду. Гордий тесть любив вказувати на те, що Дуррюшехвар морально була набагато кращою за його сина. У компанії своєї подруги Рани Камудини Деві любила кататися на конях, водила машину і грала в теніс. Своєю красою та чарівністю, етикетом та почуттям стилю вона змогла змінити трації вищого суспільства Хайдарабаду.
Турецький історик Недждет Сакаоглу пише, що своєю освіченістю, манерами та вихованням Дюррюшехвар представляла образ сучасної турчанки на найвищому рівні в Європі, Індії та Туреччині. Крім того, Дюррюшехвар стала шановною частиною династії завдяки не тільки своїй зовнішній красі, елегантності, манерам і привілеям народження, але і відсутністю зарозумілості незважаючи на те, що вона була онукою султана, дочкою халіфа і дружиною невваба.